# Nanarhyncha nolophaea
Nanarhyncha nolophaea är en fjärilsart som beskrevs av George Francis Hampson 1918. Nanarhyncha nolophaea ingår i släktet Nanarhyncha och familjen trågspinnare. Inga underarter finns listade i Catalogue of Life.